# Bob Cashell
Robert Alan „Bob“ Cashell (* 22. April 1938 in Longview,  Texas; † 11. Februar 2020 in Reno, Nevada) war ein US-amerikanischer Politiker. Zwischen 1983 und 1987 war er Vizegouverneur des Bundesstaates Nevada.

## Werdegang
Bob Cashell studierte bis 1961 an der Stephen F. Austin State University in Nacogdoches. Danach diente er für einige Zeit in der United States Air Force. Beruflich wurde er ein erfolgreicher Geschäftsmann in der Hotel- und Casino-Branche in Nevada. Später war er Eigentümer der auf diesem Sektor tätigen Firma Cashell Enterprises. Politisch schloss er sich zunächst der Demokratischen Partei an.
1982 wurde Cashell an der Seite von Richard Bryan zum Vizegouverneur von Nevada gewählt. Dieses Amt bekleidete er zwischen 1983 und 1987. Dabei war er Stellvertreter des Gouverneurs und Vorsitzender des Staatssenats.  Im Jahr 1983 wechselte er zu den Republikanern. Nach seiner Zeit als Vizegouverneur setzte er seine früheren Tätigkeiten fort. 2002 wurde er zum Bürgermeister der Stadt Reno gewählt. Er wurde im Januar 2003 in dieses Amt eingeführt und kann es nach zwei Wiederwahlen voraussichtlich bis zum Januar 2015 bekleiden. Eine erneute Wiederwahl im Jahr 2014 ist aus stadtrechtlichen Gründen nicht möglich. Bob Cashell war seit 1964 mit Nancy Parker verheiratet, mit der er vier Kinder hatte.